# 矢田稔
矢田 稔（やだ みのる、1931年〈昭和6年〉4月27日 - ）は、日本の声優、俳優、童謡歌手。ケッケコーポレーション所属。日本俳優連合顧問。東京府豊多摩郡淀橋町（現：東京都新宿区）出身。かつては子役としても活動した。

## 経歴
東京府豊多摩郡淀橋町（現在の東京都新宿区）で生まれる。
佐々木すぐるにスカウトされ、1939年に芸能界入り。童謡歌手として日本コロムビア、ポリドールで活動。子役としても活動し、1942年、大映多摩川撮影所と契約し、映画『新雪』でデビュー。新児童劇団に所属。開成高等学校卒業。1953年に劇団俳優座演劇研究所附属俳優養成所（2期生）を卒業後、俳優座スタジオ劇団同人会設立に参加。フリーランスとなり、プレーヤーズ・センター、グループ・てえぶらを経て、1958年、新作座設立、1960年に劇団潮設立、東京俳優生活協同組合、土の会、劇団河、三輪事務所、ALBAを経て、現在はケッケコーポレーション所属。声優としても日本のアニメ黎明期から活躍している。
香川県高松市のタレント養成スクール「アーク・アクターズ・スクール」の顧問・講師を近年まで務めていた他、宝映テレビプロダクション付属養成所などでも講師を務めている。
2020年に第14回声優アワード功労賞を受賞。

## 人物
声種はハイバリトン。
方言は秋田弁、東北弁。特技は富本節、地唄舞の解説、司会。趣味はドライブ、旅行、読書。

## 出演

### テレビドラマ
- わが家の日曜日記（1953年）
- 事件記者 第10話「青い顔の男」（1958年、NHK）
- KRテレビ連続ドラマ（ラジオ東京テレビ）
  - 日真名氏飛び出す（1955年）
  - ますらを派出夫会（1957年）
- 東芝土曜劇場 第三の男（1960年、CX）
- 七人の刑事 第1シリーズ 第9話「野獣狩り」（1961年、TBS）
- 松本清張シリーズ・黒の組曲「不在証明」（1962年）
- 大河ドラマ / 赤穂浪士（1964年） - 長助
- 人形佐七捕物帳（1965年） - 寅八
- 文五捕物絵図 第13話「七夕乙女」（1967年、NHK）
- 無用ノ介 第15話「天にさけぶ無用ノ介」（1969年、NTV） - 番頭
- プレイガール 第35回「夫は外で何をしていた?」（1969年、12ch）
- 連続テレビ小説（NHK）
  - 繭子ひとり（1971年）
  - 北の家族（1973年）
  - 雲のじゅうたん（1976年）
  - マー姉ちゃん（1979年）
  - 本日も晴天なり（1981年）
- 荒野の素浪人 第2シリーズ 第30話「島破り」（1974年、NET） - 銀三
- 6羽のかもめ（1974年、CX） - 矢口局長
- 太陽にほえろ!（NTV）
  - 第240話「木枯しの中で」（1977年） - 根岸の同僚
  - 第282話「婚約指輪」（1977年） - 東京ジュエルデザイン学校講師
  - 第342話「何故」（1979年） - 同人誌編集者
  - 第369話「その一言」（1979年） - 犯人に間違われた男
  - 第405話「時効」（1980年） - 金庫屋店長
  - 第480話「年月」（1981年） - 宮下史郎
  - 第543話「すりへった靴」（1983年） - ふじなみ荘管理人
  - 第583話「三人の未亡人」（1983年） - 日本交通公社社員
- 伝七捕物帳（テレビ朝日版） 第25話「鈴を振る女」（1979年、ANB） - 留次
- そば屋梅吉捕物帳 第12話「炎と燃える十手花」（1979年、12ch） - 大滝九太夫
- 江戸の朝焼け 第28話「春はあけぼの」（1980年、CX）
- 北の国から（1981年、CX） - 立石先生
- 時代劇スペシャル（CX）
  - 仕掛人・藤枝梅安
    - 第3話「梅安迷い箸」（1982年） - 金蔵
    - 第4話「梅安晦日蕎麦」（1983年）

  - 奉行暗殺始末（1983年）
- 早春スケッチブック 第4話（1983年、CX） - 落合先生
- 金曜劇場 / 冬化粧の女たち（1983年、CX）
- ザ・ハングマン4 第18話「さらわれた令嬢が乱暴される!」（1985年、ABC） - 野崎運転手
- ナショナル木曜劇場 / 時にはいっしょに（1986年、CX） - 喫茶店マスター
- 銀河テレビ小説（NHK）
  - 総務部総務課山口六平太（1988年） - 保科
- ドラマ特別企画 重役室午前0時（1989年、TBS）
- 火曜サスペンス劇場 / 殺意の通路・二つの殺人をつなぐ輪のなかにうごめく男と女（1991年）
- 東京ラブストーリー（CX） - 栗山先生
  - 第10話「約束」（1991年）
  - 特別編（1993年）
- 土曜ワイド劇場 / 尼さん探偵事件帖 第4作「美人霊媒師は知っていた!?」（1993年、ANB）
- ひとつ屋根の下 第1話「苦い再会」（1993年、CX） - 文也の父
- 陽のあたる場所（1994年、CX）
- 水曜劇場 / 若者のすべて（1994年、CX） - 薫の父
  - 第1話「君を守るために…」
  - 第2話「幸せになりたい」
  - 第4話「傷つけ合う二人」
- モナリザの微笑（2000年、CX）
- 白線流し 旅立ちの詩（2001年、CX） - 信州大学試験監督官
  - 第9話「星空に咲いた友情の花」
  - 第10話「天使の孤独」
- 女と愛とミステリー / 湯煙旅情サスペンス「伊豆・天城越え殺人事件!」（2001年、TX）
- 満濃ものがたり（2001年） - ナレーター

### 映画
- 新雪（1942年）
- 出征前十二時間（1943年）
- 海の呼ぶ声（1944年）
- 市川馬五郎一座顛末記 浮草日記（1955年）
- 囚人船（1956年） - 津田兼松
- 消えた私立探偵（1958年） - 刑事C
- 無法松の一生（1958年）
- 続サラリーマン忠臣蔵（1961年）
- 海賊船 海の虎（1964年）

### 舞台
- 雲の涯て
- 自由の彼方で
- 劇団カッパ座 各公演 - おはなしのおじいさん
- 犬神（2002年） - 声の出演
- 座長の中の座長 沢竜二の世界（戸野廣浩司記念劇場、2010年）
- ケッケコーポレーション朗読劇「声」Vol.5「寺内貫太郎一家」（2014年）
- 劇団まほろば 第22回公演「ロード・オブ・スター〜大女優への道〜」（2016年） - 演出

### テレビアニメ
1963年
- 鉄人28号 (テレビアニメ第1作)（敷島博士）
- 鉄腕アトム (アニメ第1作)（狩人）

1968年
- 怪物くん

1969年
- 巨人の星（1969年 - 1970年）

1970年
- 昆虫物語 みなしごハッチ
- ハクション大魔王

1971年
- アニメンタリー 決断
- 珍豪ムチャ兵衛

1972年
- 科学忍者隊ガッチャマン（戸田、医師、ボロンボ博士）
- 樫の木モック（おじいさん）
- ハゼドン（タコ六）

1973年
- 冒険コロボックル

1975年
- アラビアンナイト シンドバットの冒険（バルバ）
- はじめ人間ギャートルズ

1976年
- ドカベン（1976年 - 1979年、じっちゃん）
- 母をたずねて三千里（役人）

1977年
- ヤッターマン（おじいさん）
- 恐竜大戦争アイゼンボーグ（総理）

1978年
- 家なき子（アラン〈2代目〉）
- 女王陛下のプティアンジェ（レント）
- ペリーヌ物語
- 星の王子さま プチ・プランス（老人）
- 若草のシャルロット（マルロー）

1979年
- まえがみ太郎（じいさま）
- ルパン三世 (TV第2シリーズ)

1980年
- あしたのジョー2（1980年 - 1981年、ラーメン林屋のおやじ）
- 鉄腕アトム (アニメ第2作)（マクスン博士）
- トム・ソーヤーの冒険（老人、サイラス）
- ニルスのふしぎな旅（船長）

1981年
- おはよう!スパンク
- 名犬ジョリィ（フェルナンド）
- ヤットデタマン（ロビンソンクルーソー）
- ワンワン三銃士（ボナシュー）

1982年
- ゲームセンターあらし（ルイ・ビジュー）
- まいっちんぐマチコ先生

1983年
- イタダキマン（アーリー）

1984年
- 装甲騎兵ボトムズ（テダヤ）

1985年
- 星銃士ビスマルク（ウィルヘルム男爵）

1986年
- 愛少女ポリアンナ物語（フランク先生）
- 宇宙船サジタリウス（ヤコペ）
- オズの魔法使い（ウインキー老人）
- サンゴ礁伝説 青い海のエルフィ（ソロン）
- めぞん一刻（一の瀬氏）

1987年
- エスパー魔美（立野）
- シティーハンター（吉田善一）

1988年
- 美味しんぼ（1988年 - 1991年、黒田盛雄、老漁師、大旦那、大家さん、大橋永一）
- トッポ・ジージョ（アルノール）、オサリバン） - 2シリーズ

1989年
- エスパー魔美（頑太の祖父）
- それいけ!アンパンマン（1989年 - 2024年、バイキン仙人）

1990年
- 楽しいムーミン一家（1990年 - 1991年、ヘムレン）
- 八百八町表裏 化粧師（茶人、長兵衛）
- YAWARA!（タマランチ）

1991年
- 緊急発進セイバーキッズ
- 楽しいムーミン一家 冒険日記（1991年 - 1992年、ヘムレン）
- チンプイ（お爺さん、レピトルボルグ三世、皇室代表）
- 21エモン（ガトミック）
- 笑ゥせぇるすまん（1991年 - 1992年、示談屋のうま、開高角太郎、大久保彦左衛門）

1992年
- フランダースの犬 ぼくのパトラッシュ（ケルダー）
- みかん絵日記（タツゾウ）

1993年
- 忍たま乱太郎（野牛金鉄〈初代〉）

1998年
- 男はつらいよ 〜寅次郎忘れな草〜（竜造）
- MASTERキートン（ベニントン教授）

1999年
- 週刊ストーリーランド（佐伯、神様）

2000年
- タイムボカン2000 怪盗きらめきマン（リキッド博士）

2003年
- 高橋留美子劇場（細田）

2004年
- 風人物語（校長先生）
- ブラック・ジャック（老飼育員）

2007年
- ドラえもん（テレビ朝日版第2期）（2007年 - 2010年、おじさん、医者、主人）

2014年
- 七つの大罪（村長）

### 劇場アニメ
1984年
- 風の谷のナウシカ（ニガ）

1988年
- めぞん一刻 完結篇（一の瀬氏）

1990年
- シティーハンター ベイシティウォーズ（理事長）
- それいけ!アンパンマン ばいきんまんの逆襲（バイキンせんにん）

1991年
- ハローキティの魔法の森のお姫さま（王様）

1992年
- 紅の豚（酔客）
- 楽しいムーミン一家 ムーミン谷の彗星（ヘムレン）

1993年
- 蒼い記憶 満蒙開拓と少年たち（校長）

1994年
- 平成狸合戦ぽんぽこ（屋台の客A）

1995年
- 2112年 ドラえもん誕生（藤子・F・不二雄先生）

1996年
- チョッちゃん物語（寺田）
- ドラえもん のび太と銀河超特急（係員）

1997年
- それいけ! アンパンマン ぼくらはヒーロー（バイキンせんにん）
- 幕末のスパシーボ（伊沢美作守）

2001年
- いのちの地球 ダイオキシンの夏（マレーラ博士）

2005年
- 劇場版ツバサ・クロニクル 鳥カゴの国の姫君（長老）

2010年
- おまえ うまそうだな（ベコン）

2016年
- 映画ドラえもん 新・のび太の日本誕生（ヒカリ族長老）

### OVA
- COOL COOL BYE クール・クール・バイ（1986年、長老[2]）
- バビ・ストック II ザ・リベンジ・オブ アイズマン 愛の鼓動の彼方に（1986年、長老）
- サンリオ世界名作映画館「ハローキティのシンデレラ」（1989年、王）
- 闇夜の時代劇 甚助の耳（1995年、ナレーター）
- ドラえもん宇宙超図鑑（1997年、藤子・F・不二雄）
- 装甲騎兵ボトムズ 幻影篇（2010年、テダヤ）

### ゲーム
- 真怨霊戦記（1995年、板橋元心、伊藤弘章）
- 天外魔境 第四の黙示録（1997年、レオン）
- 天外魔境 第四の黙示録（2006年、ブラウン博士）※PSP版

### 吹き替え

#### 俳優
- シャルル・アズナヴール
  - 栄光への賭け（ベンデック）
  - 地獄の決死隊（ドクター・サミュエル）
  - フランス式十戒（ドニ）
  - 脱走部隊0013匹・インドシナ戦線の愚連隊（ティボン）
  - 冒険者・愛と革命に生きた鮮烈の生涯（マルセル）

- ジョン・フィードラー
  - 刑事コロンボ パイルD-3の壁（モス医師）
  - シャーキーズ・マシーン（バレット）※テレビ朝日版（BD収録）
  - 十二人の怒れる男（陪審員2番）※日本テレビ版

#### 映画
- アイガー・サンクション（ドラゴン〈セイヤー・デイヴィッド〉）※フジテレビ版
- 愛と追憶の日々
- 錨を上げて
- インナースペース ※ソフト版
- 想い出よ、今晩は!
- 男ひとたび立てば（アンガス〈ウォーレン・オーツ〉）
- オーメン/最後の闘争（天文学者〈アーノルド・ダイアモンド〉）
- オスロ国際空港/ダブル・ハイジャック（パルマー〈ロバート・ハリス〉）
- ゴースト・ハンターズ（デヴィッド・ロー・パン〈ジェームズ・ホン〉）
- サウンド・オブ・ミュージック（男爵）※テレビ朝日版（公開50周年記念BD収録）
- ジョーズ2 ※日本テレビ版
- 青春のブロードウェイ
- 世界崩壊の序曲（ルネ・バルデス〈バージェス・メレディス〉）
- そして誰もいなくなった（判事〈バリー・フィッツジェラルド〉）
- ダーククリスタル（長老）※VHS版
- ダンディー少佐（O・W・ハドリー〈ウォーレン・オーツ〉）
- テキサス大強盗団（イエローサン〈ポール・フィックス〉）※機内上映版
- 泥棒成金（ベルタニ〈シャルル・ヴァネル〉）
- ナイアガラ（リオ）
- 北京の55日
- ベン・ハー（サイモニデス〈サム・ジャッフェ〉）※テレビ朝日版
- ミニミニ大作戦
- モスキート爆撃隊
- 勇士たちの帰郷（ヘンリー・ミード〈ジョセフ・ソマー〉）
- ランナウェイ ※日本テレビ版
- ローマの休日 ※フジテレビ版

#### ドラマ
- アガサ・クリスティー ミス・マープル（ルーサー〈モーリス・デナム〉）
- 宇宙大作戦（ランドルー〈チャールズ・マッコウレイ〉）
- 奥さまは魔女 ※第82・128話
- 警察署長（ソウルズ医師〈ダニー・ネルソン〉）
- 刑事コロンボシリーズ
  - 「二枚のドガの絵」（エバンス執事〈カート・コンウェイ〉、刑事）
  - 「ロンドンの傘」（ジョー・フェンウィック〈アーサー・マレット〉）
- こちらブルームーン探偵社
- 三国演義（蔣延）
- 私立探偵ハリー「ハリソンの災難」
- スパイ大作戦
  - 二重スパイをでっちあげろ!（エヴェレット・ブキャナン〈ドン・ランドルフ〉）
  - 暗殺者には面がない（トラズマー）
  - 死の商人（賭博場の客）
  - 王冠すりかえ大逆転（デュバル、ホテルの受付）
- 逃亡者 「砂漠の嵐の中で」
- 名探偵ポワロ ※NHK版
  - 「安いマンションの事件」（ポール〈ピーター・ハウエル〉）
  - 「ABC殺人事件」（カスト〈ドナルド・サンプター〉）
  - 「エジプト墳墓の謎」（ドクター・フォスウェル〈ジョン・ストリックランド〉）
  - 「ゴルフ場殺人事件」（ルシアン・ベクス〈バーナード・ラサム〉）
  - 「クラブのキング」（フランプトン執事〈ヴァス・アンダーソン〉）

#### アニメ
- イウォーク物語（チャーパ）※VHS版
- ウォーリーをさがせ!（魔法使い）
- ドラゴン水滸伝（神様）
- 美女と野獣（本屋〈アルヴィン・エプスタイン〉）
- マイティ・マウス[2]
- 夢みる国のクリスくん

#### 人形劇
- 海底大戦争 スティングレイ タジマノン神殿の謎（グラハム博士）
- キャプテン・スカーレット エンゼル機対ミステロン!（消防隊員）
- スーパーカー（ポプキス教授）※フジテレビ版
- ロンドン指令X ねらわれたサーキット（クラム博士）

### 特撮
- マイティジャック 第12話「大都会の恐怖」（1968年、Qの一員）
- 怪奇大作戦 第21話「美女と花粉」（1969年、喫茶店マスター）
- チビラくん（1970年、ヘチャムクレの声、ホネホネの声）
- ミラーマン 第5話「怪鳥インベラー現る!」（1972年、インベーダーの声）
- ロボット刑事（1973年、ノコギリマンの声）
- 恐竜戦隊コセイドン（1978年、ビックラジィーの声）

### 人形劇
- 劇団飛行船 楽しいムーミン一家 ムーミンと魔法の帽子

### ラジオ
- 男と女のいる風景（1980年、文化放送）
- 私の文庫本（1980年代、文化放送）
- NHK FMシアター 翔べ!マイ・フレンド（1989年）
- ドコモミステリー劇場 矢田元警部の事件簿（2003年、演出） - 矢田淳之介
- にっぽん365日（極東放送 (沖縄)　ミニトーク番組）

### 朗読
- 声の図書館シリーズ（朗読）
  - 赤蛙
  - こぶとり
  - 凡なる凡人
  - 畜犬談
  - 薄明
  - 生活の探求

### CD
- 風の谷のナウシカ（ニガ）
- 十二国記外伝 魔性の子（十時）
- ドラゴンランス戦記（フィズバン）
- ピーターと狼・動物の謝肉祭（先生〈ナレーション〉）※レナード・バーンスタイン指揮、ニューヨーク・フィルハーモニック演奏。CBSソニー盤
- みかん絵日記 オリジナル・ドラマシアター（タツゾウ）

### CM
- ダイナム（老人）

### その他コンテンツ
- 書籍 対談集「ぼくらが子役だったとき」（著：中山千夏、金曜日刊、2008年7月30日発売）
- 俳優/声優 矢田稔の あなたもマスターできる標準アクセントセミナーDVD
- 山の手空襲から70年 -青山周辺の景色、戦前・戦中・戦後-（山陽堂書店、2015年5月30日） - 朗読